# Max Gradel
Max-Alain Gradel (ur. 30 listopada 1987 w Abidżanie) – iworyjski piłkarz występujący na pozycji napastnika w tureckim klubie Gaziantep FK oraz w reprezentacji Wybrzeża Kości Słoniowej.

## Kariera klubowa
Swoją karierę piłkarską Gradel rozpoczął we francuskim amatorskim klubie Championnet Sport. W 2005 roku wyjechał do Wielkiej Brytanii i został zawodnikiem drużyny młodzieżowej Leicesteru City. W 2006 roku awansował do kadry pierwszej drużyny, ale nie zadebiutował w niej w sezonie 2006/2007. Latem 2007 został wypożyczony do grającego w Division One, Bournemouth. Występował w nim przez sezon i w 2008 roku wrócił do Leicesteru, któremu pomógł w awansie z Division One do Football League Championship. W sezonie 2009/2010 został wypożyczony do Leeds United i także z tym klubem wywalczył awans z Division One do League Championship. Po sezonie został wykupiony przez Leeds i spędził w nim cały sezon 2010/2011.
Latem 2011 roku Gradel odszedł do francuskiego AS Saint-Étienne. W Ligue 1 zadebiutował 10 września 2011 w przegranym 1:3 domowym meczu z Lille OSC. Swojego pierwszego gola w lidze francuskiej zdobył 26 listopada 2011 w zwycięskim 3:1 domowym spotkaniu z AC Ajaccio.
| Sezon   | Klub                | Kraj    | Rozgrywki      | Mecze | Bramki | Rozgrywki Europy | Mecze | Bramki |
| ------- | ------------------- | ------- | -------------- | ----- | ------ | ---------------- | ----- | ------ |
| 2006/07 | Leicester City      | Anglia  | Division One   | 27    | 1      | -                | -     | -      |
| 2007/08 | Bournemouth (wyp.)  | Anglia  | League One     | 34    | 9      | -                | -     | -      |
| 2008/09 | Leicester City      | Anglia  | League One     | 27    | 1      | -                | -     | -      |
| 2009/10 | Leicester City      | Anglia  | Division One   | 0     | 0      | -                | -     | -      |
| 2009/10 | Leeds United (wyp.) | Anglia  | League One     | 32    | 6      | -                | -     | -      |
| 2010/11 | Leeds United (wyp.) | Anglia  | Division One   | 41    | 18     | -                | -     | -      |
| 2011/12 | Leeds United (wyp.) | Anglia  | Division One   | 4     | 1      | -                | -     | -      |
| 2011/12 | AS Saint-Étienne    | Francja | Ligue 1        | 29    | 6      | -                | -     | -      |
| 2012/13 | AS Saint-Étienne    | Francja | Ligue 1        | 23    | 3      | -                | -     | -      |
| 2013/14 | AS Saint-Étienne    | Francja | Ligue 1        | 18    | 5      | Liga Europy UEFA | 0     | 0      |
| 2014/15 | AS Saint-Étienne    | Francja | Ligue 1        | 31    | 17     | Liga Europy UEFA | 7     | 0      |
| 2015/16 | Bournemouth         | Anglia  | Premier League | 14    | 1      | -                | -     | -      |
| 2016/17 | Bournemouth         | Anglia  | Premier League | 11    | 0      | -                | -     | -      |
| 2017/18 | Toulouse FC         | Francja | Ligue 1        | 29    | 8      | -                | -     | -      |
| 2018/19 | Toulouse FC         | Francja | Ligue 1        | 36    | 11     | -                | -     | -      |
| 2019/20 | Toulouse FC         | Francja | Ligue 1        | 21    | 3      | -                | -     | -      |
| 2020/21 | Sivasspor           | Turcja  | Süper Lig      | 39    | 11     | -                | -     | -      |
| 2021/22 | Sivasspor           | Turcja  | Süper Lig      | 24    | 2      | -                | -     | -      |
| 2022/23 | Sivasspor           | Turcja  | Süper Lig      | 0     | 0      | -                | -     | -      |

Stan na: 16 lipca 2022

## Kariera reprezentacyjna
W reprezentacji Wybrzeża Kości Słoniowej Gradel zadebiutował 5 czerwca 2011 roku w wygranym 6:2 wyjazdowym meczu eliminacji do Pucharu Narodów Afryki z Beninem, gdy w 54. minucie tego meczu zmienił Seydou Doumbię. W 2012 roku został powołany do kadry na Puchar Narodów Afryki 2012.